# مارکو نپه
مارکو نپه (انگلیسی: Marco Neppe؛ زادهٔ ۱۴ ژوئن ۱۹۸۶) بازیکن فوتبال اهل آلمان است.
از باشگاه‌هایی که در آن بازی کرده‌است می‌توان به باشگاه فوتبال آینتراخت فرانکفورت، باشگاه فوتبال وهن ویسبادن، باشگاه فوتبال اسنابروک، و باشگاه فوتبال آلمانیا آخن اشاره کرد.